# Sadaf Foroughi
Sadaf Foroughi  (en persan : صدف فروغی) (née le 27 juillet 1976 à  Téhéran, en Iran) est une réalisatrice, scénariste, monteuse et productrice de cinéma iranienne.

## Biographie
Sadaf Foroughi est diplômée en études cinématographiques à l'université de Provence.
Elle remporte le Globe de cristal au festival international du film de Karlovy Vary 2022 pour son second long métrage Summer with Hope.

## Filmographie

### Comme réalisatrice
- 2004 : Une impression (court métrage)
- 2007 : Féminin, masculin (court métrage documentaire)
- 2011 : La dernière scène (court métrage)
- 2017 : Ava (II) <https://www.imdb.com/title/tt7259986/>
- 2022 : Summer with Hope

### Comme productrice
- 2004 : Une impression
- 2006 : Duo (Duet)
- 2013 : Mahsa: Cantata for a Forbidden Voice in Four Movements (court métrage documentaire)
- 2017 : The Pot and the Oak
- 2017 : Ava (II) <https://www.imdb.com/title/tt7259986/>

### Comme actrice
- 2005 : The Girl, dans An Abstract Expression (court métrage)
- 2017 : Hilda, dans The Pot and the Oak

### Comme monteuse
- 2004 : Une impression (court métrage)
- 2007 : Féminin, masculin (court métrage documentaire)

## Récompense
- Festival international du film de Karlovy Vary 2022 : Globe de cristal pour Summer with Hope